# Steve Race
Steve Race (Lincoln, 1 april 1921 - 22 juni 2009) was een Engels componist, musicus en radio- en tv-presentator.
Toen hij middelbare school liep vormde Rice al zijn eerste jazzband, met onder meer Neville Marriner, later een belangrijke figuur in de klassieke muziek. Race studeerde aan de Royal Academy of Music compositie bij Harry Farjeon en William Alwyn.
In 1941 ging Race bij de Royal Air Force en vormde een jazz- en danskwintet. Na de Tweede Wereldoorlog startte hij een lange en vruchtbare loopbaan bij de
BBC. In 1949 nam zijn jazzband de eerste Britse bebopplaat op. Van de jaren 1950 tot de jaren 1980 presenteerde hij talloze muziekprogramma's op radio en tv en raakte vooral bekend als panelvoorzitter in het radio- en tv-spelprogramma My Music, dat liep van 1967 tot 1994.
Als componist was hij actief zowel in het klassieke, het jazz- als het populaire genre. Bekend is zijn korte pianostuk "Nicola" (genoemd naar zijn dochter). Zijn meest lucratieve compositie werd echter de muziek voor een reclamejingle voor erwten. 

## Publicaties
- Piano-Style: A Complete Guide for the Modern Dance Band Pianist door Steve Race ( 1949)
- Musician at Large door Steve Race (1979)
- The King's Singers: A Self Portrait door Steve Race, Nigel Perrin and The King's Singers (1980)
- My Music door Steve Race (1980)
- Music Quiz  door Steve Race, Weidenfeld quiz books (1983)
- Dear Music Lover door Steve Race ( 1981)